# Fredrik Wilhelm Pipping
Fredrik Wilhelm Pipping, född 14 december 1783 i Åbo, död 23 januari 1868 i Helsingfors, var en finländsk språk- och litteraturforskare. Han var farfar till Hugo Pipping. 

## Biografi
Pipping blev student 1799, filosofie magister 1805 och docent i grekiska litteraturen 1806. Sedan han 1806–07 fortsatt sina studier i klassiska och österländska språk vid Uppsala universitet, inledde han hösten 1807 i Åbo sin lärarverksamhet med föreläsningar över grekisk grammatik. Hans håg vändes emellertid snart till litteraturhistorien. Han förordnades 1812 att hålla offentliga föreläsningar i stället för professorn i lärdomshistoria, utnämndes 1813 till vice bibliotekarie och befordrades 1814 till professor i lärdomshistoria, med vilken befattning universitetsbibliotekarietjänsten var förenad. 
Sedan biblioteket nästan helt förstörts genom Åbo stads brand 1827, var han oförtrutet verksam för dess återupprättande. Dess samling av i Finland tryckta skrifter, "Fennica", grundlades och kompletterades av honom. Han erhöll 1837 avsked från professuren, men bibehöll till 1845 bibliotekarietjänsten. Som bibliotekarie var han anhängare av den av Henrik Gabriel Porthan vid universitetsbiblioteket genomförda s.k. formalprincipen. Han upphöjdes 1839 i adligt stånd. 
År 1841 inkallades Pipping i Finlands styrelse som ledamot av senatens ekonomiedepartement och chef för ecklesiastikexpeditionen. Han innehade sistnämnda plats till 1853 och förblev ledamot i senaten till 1855, då han fick avsked. Sin ålderdom tillbringade han under träget fullföljande av den bibliografiska forskning han inlett såsom bibliotekarie. Den första frukten av hans studier på detta fält hade varit en i disputationer 1813–1827 utgiven avhandling, De bibliothecariis Academiæ aboensis. 
Efter lektor Carl Niclas Keckmans död 1838 började han omarbeta och komplettera dennes 1821 utgivna förteckning över tryckta finska skrifter, och efter nära 20 års arbete blev han färdig med Förteckning öfver i tryck utgifna skrifter på finska språket (1856–57), ett verk, som i noggrannhet och sakrikedom kan ställas vid sidan av de bästa inom den bibliografiska litteraturen. Till samma forskningsområde hör Några historiska underrättelser om boktryckeriet i Finland (i "Acta societatis scientiarum fennicæ", band I–III, VI, VIII, 1842–67) och Historiska bidrag till Finlands calendariografi (i Finska vetenskapssocietetens "Bidrag", 1858–62). I sistnämnda publikation publicerades även Bidrag till en historia om gymnasiiboktryckeriet i Viborg (1861) och Om hjelten i sorgespelet Daniel Hjort (1866). Slutligen kan nämnas Afhandling om de statsanslag i Finland, som kallas deputat (1853).

## Utmärkelser
- Sankt Vladimirs orden, fjärde klassen,  1824[3]
- Sankt Annas orden, andra klass,  1834[3]
- Sankt Annas orden, andra klass med kejsarkrona,  1850[3]

[Redigera Wikidata]